# The Bureau
The Bureau (titlu originar în franceză Le Bureau des Légendes) este un serial de televiziune thriller francez de spionaj, creat și co-scris de Éric Rochant și produs de TOP – The Oligarchs Productions și Canal+. A fost difuzat în cinci sezoane și cincizeci de episoade de câte 52 de minute fiecare, între 27 aprilie 2015 și 4 mai 2020. Acțiunea se învârte în jurul vieții agenților DGSE (Direcția Generală de Securitate Externă), principalul serviciu de securitate externă al Franței. Primul sezon a primit recenzii pozitive atât în Franța, cât și în alte țări și a câștigat mai multe premii. Al doilea sezon a fost aclamat la nivel universal și chiar a fost considerat de unii drept cel mai bun serial de televiziune produs vreodată în Franța. Al treilea și al patrulea sezon,s-au bucurat de aprecieri suplimentare, cu laude pentru actoria, ritmul, intriga și realismul serialului.
În România, serialul este disponibil pe platforma SkyShowtime.
Un remake american, The Agency, a avut premiera primului sezon în 2024.

## Rezumat
La Direcția Generală de Securitate Externă (DGSE), un departament numit Biroul Legendelor (BDL) instruiește și coordonează de la distanță așa-numiții agenți secreți infiltrați. Trimiși sub acoperire în țări străine, misiunea lor este de a identifica persoanele susceptibile de a fi recrutate ca surse de informații. Operând în umbră, „sub legendă”, adică sub o identitate fabricată, aceștia petrec mulți ani în ascundere permanentă.
Guillaume Debailly, alias Paul Lefebvre, alias Malotru, se întoarce dintr-o misiune clandestină de șase ani în Siria. Contrar reglementărilor de securitate, se pare că nu și-a abandonat complet legenda sau identitatea sub care a trăit la Damasc. Povestea sa de dragoste cu siriana Nadia El Mansour va complica serios lucrurile și îl va determina să joace un joc dublu între DGSE și CIA.
Al doilea sezon continuă cu aceleași teme, patru luni mai târziu, dar se concentrează și pe un alt personaj din primul sezon, Marina Loiseau. Ea pleacă la Teheran pentru a lucra sub acoperire ca specialistă în seismologie, pentru a aduna informații despre programul de arme nucleare al Iranului. Guillaume a fost promovat în funcția de director adjunct, dar devine și agent dublu în numele CIA.

## Distribuție
- Mathieu Kassovitz : Guillaume Debailly, alias «Paul Lefebvre», «Malotru» apoi «Pavel Lebedev».
- Jean-Pierre Darroussin : Henri Duflot, alias «Socrate» (sezoanele 1-3, invitat în sezoanele 4 și 5)
- Zineb Triki : Nadia El Mansour (sezoanele 1-3 și 5, invitată în sezonul 4)
- Léa Drucker : Laurène Balmes. Psihiatru. (sezoanele 1-3)
- Sara Giraudeau : Marina Loiseau, alias «Phénomène» apoi «Rocambole»
- Florence Loiret Caille : Marie-Jeanne Duthilleul
- Mathieu Amalric : Jean-Jacques Angel, alias «JJA» (sezoanele 4 și 5)
- Jonathan Zaccaï : Raymond Sisteron.
- Aleksey Gorbounov : Mihaïl Karlov, ofițer superior al FSB alias «Kennedy» (sezoanele 4 și 5)

Actorii principali
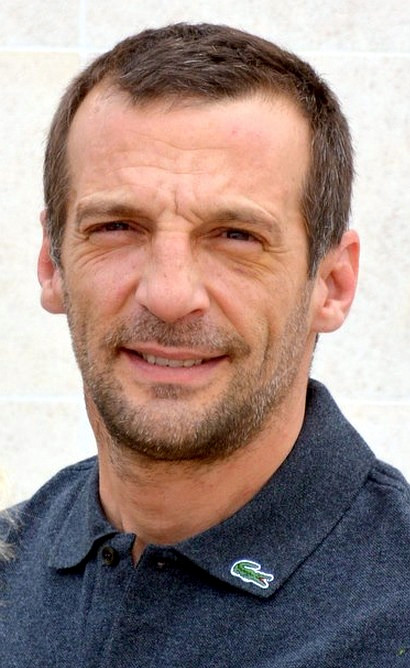
Mathieu Kassovitz interpretează rolul Guillaume Debailly, alias « Malotru ».
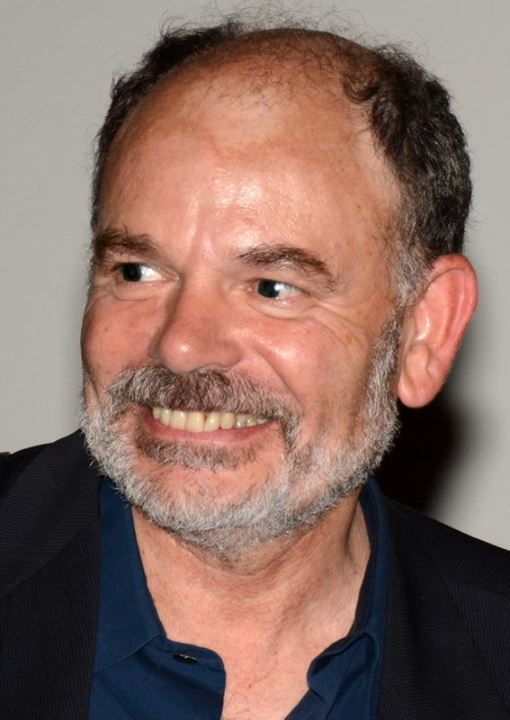
Jean-Pierre Darroussin interpretează rolul Henri Duflot, alias « Socrate ».
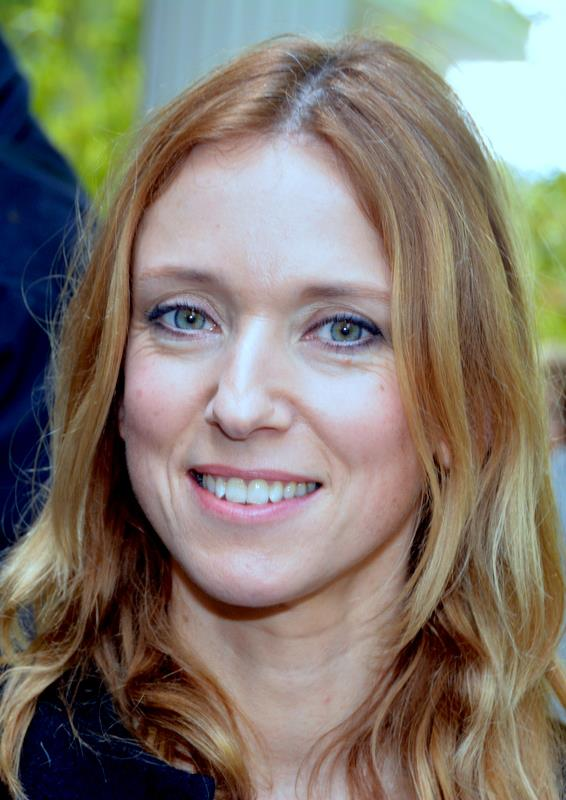
Léa Drucker interpretează rolul Laurène Balmes.
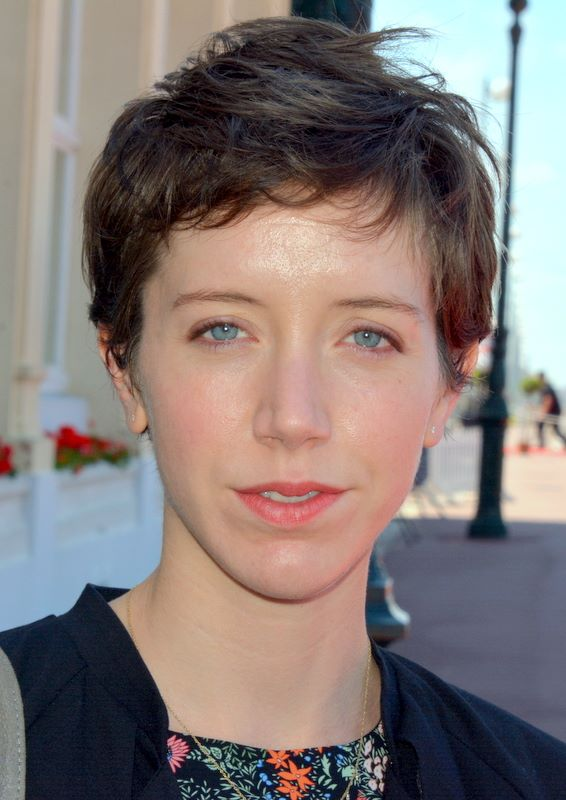
Sara Giraudeau interpretează rolul Marina Loiseau, alias « Phénomène » apoi « Rocambole ».
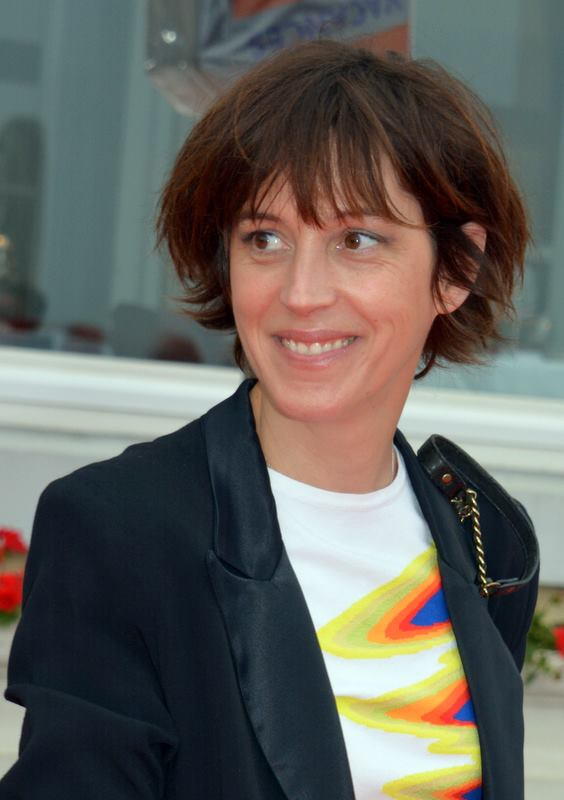
Florence Loiret Caille interpretează rolul Marie-Jeanne Duthilleul.
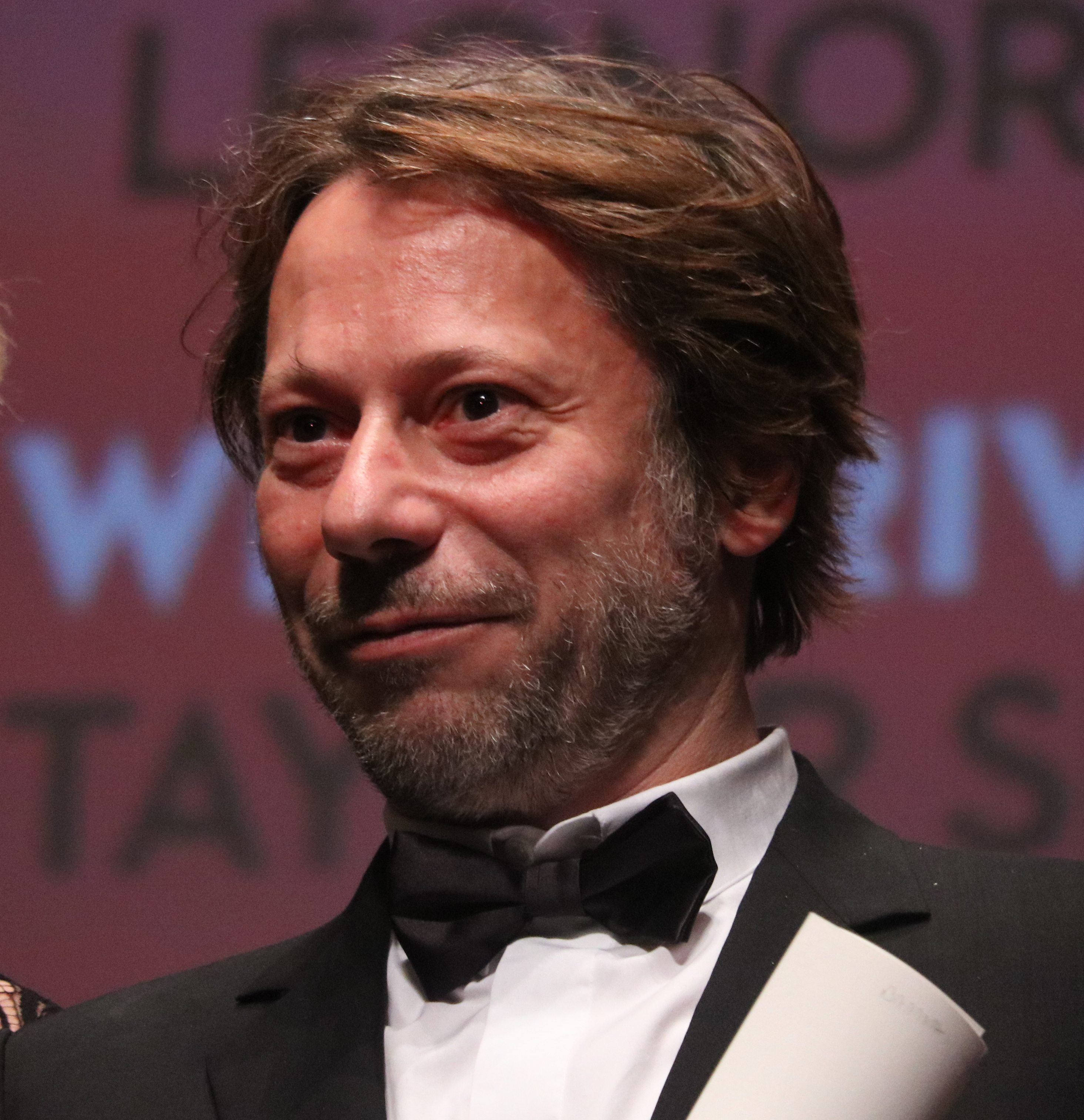
Mathieu Amalric interpretează rolul Jean-Jacques Angel, alias « JJA ».
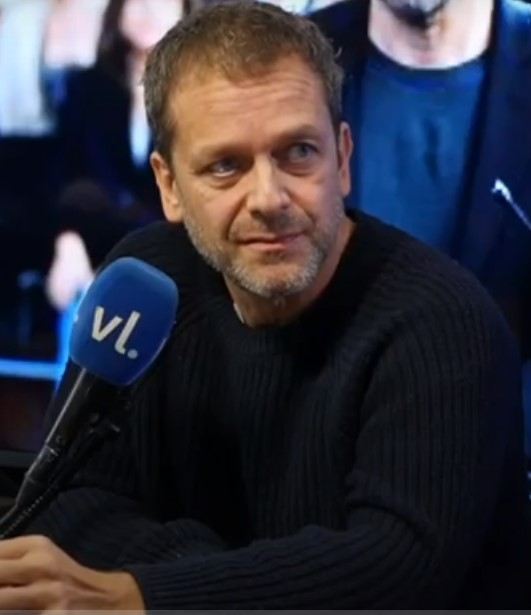
Jonathan Zaccaï interpretează rolul Raymond Sisteron.

## Recenzii
Sezonul 1 a fost primit cu mare entuziasm de criticii din Franța. Le Monde a lăudat „stăpânirea subiectului, interpretarea oferită de actori (Kassovitz este perfect într-un registru sumbru, îmbinând tăria caracterului cu slăbiciunea sentimentelor), construcția riguroasă a arcurilor narative și gestionarea răsturnărilor de situație”, precum și „tonul diferit și credibil” al serialului.
În mod similar, Le Nouvel Observateur compară serialul cu Mad Men și felicită serialul care „descrie cu măiestrie această viață cotidiană excepțională și dă viață unei echipe convingătoare de eroi”.
Sezonul 2 a primit și mai multe laude. Télérama l-a numit „captivant, subtil scris, regizat și interpretat [...] o misiune îndeplinită”, iar Le Figaro a mers chiar până acolo încât a afirmat că „până în prezent, acest serial este cel mai bun realizat vreodată în Franța”.
În afara Franței, recepția criticilor față de serial a fost, de asemenea, foarte pozitivă, în special în Statele Unite. New York Times descrie serialul ca fiind „inteligent și subtil”, iar Broadwayworld îl laudă de asemenea: „O poveste captivantă cu spioni, spusă cu rafinament și filmată cu o ușurință cinematografică”. În Norvegia, canalul NRK difuzează sezonul 4 din 23 octombrie până pe 20 noiembrie 2018, practic la aceleași date ca și Canal+ în Franța, iar cifrele de audiență măsurate sunt cele mai mari de la începutul anului.
În decembrie 2019, New York Times merge chiar până acolo încât include Le Bureau des Legendes, pe locul trei - considerându-l a fi serialul de spionaj „probabil cel mai inteligent și credibil din lume” - în lista sa cu cele mai bune treizeci de seriale străine din anii 2010.
În 2016, The Bureau a devenit serialul francez cu cele mai mari încasări din străinătate. Potrivit Federation Entertainment, primele două sezoane au adus aproape 3 milioane de euro de la distribuitorii străini. Al treilea sezon a adus deja 700.000 de euro din pre-achiziții.